# Wanerge Delgado
Wanerge Delgado (Bosconia, Cesar, Colombia; 10 de enero de 1989) es un futbolista colombiano. Juega de arquero y actualmente se encuentra sin club.

## Trayectoria

### San Francisco FC
El 4 de enero de 2016 sería confirmado como refuerzo de San Francisco FC de la Liga Panameña de Fútbol.

## Clubes
| Club                | País                | Año                 | Partidos | Goles |
| ------------------- | ------------------- | ------------------- | -------- | ----- |
| Bello F.C.          | Colombia            | 2006                | ?        | ?     |
| Unión Magdalena     | Colombia            | 2009 - 2010         | 40       | 3     |
| Junior              | Colombia            | 2011                | 0        | 0     |
| Once Caldas S.A.    | Colombia            | 2012 - 2014         | 10       | 0     |
| Club Aurora         | Bolivia             | 2015                | 46       | 5     |
| San Francisco FC    | Panamá              | 2016                | 12       | 1     |
| Total en su carrera | Total en su carrera | Total en su carrera | 108      | 9     |

## Palmarés

### Campeonatos nacionales
| Título              | Club   | País     | Año  |
| ------------------- | ------ | -------- | ---- |
| Torneo Finalización | Junior | Colombia | 2011 |